# 南澳州政府
南澳州政府（英語：Government of South Australia），亦稱南澳大利亞政府，是隸屬於澳洲憲法的政府體制。根據南澳大利亚州憲法，政府於1856年成立，實行君主立憲。1901年，南澳大利亚州加入澳洲聯邦；澳洲憲法規定州政府與聯邦之關係。根據憲法，南澳州擁有獨立的立法及司法權；但聯邦仍然保留一定權力，避免與聯邦造成衝突。

南澳州州旗

## 行政、立法和司法權
南澳州採用源自英國的西敏制。立法機關為南澳州議會，由澳大利亚女王伊丽莎白二世、南澳州立法局和南澳州眾議局共同組成，每四年進行一次大選。
行政機關由州總理與司級官員組成，為州總理會同內閣。內閣成員由議會議員出任、眾議局同意總督任命。
司法機關由南澳州最高法院、地方法院及次級的裁判司署組成。在澳州憲法範圍內，澳州高等法院擁有重轄權。

### 現任內閣成員
目前內閣由澳大利亚工党政府组成。
直至2016年7月，南澳州政府下設二十一個部門，向內閣司級官員負責。
- 律政司署（页面存档备份，存于）（Attorney-General's Department）
- 核數司署（Auditor-General's Department）
- 社區及社會共容署（Department for Communities and Social Inclusion）
- 儿童保护局[2]（Department for Child Protection）
- 懲敎署（Department for Correctional Services）
- 郊野消防處（Country Fire Service）
- 法院管理局（Courts Administration Authority）
- 防衞司署（Defence SA）
- 教育及兒童培育署（Department for Education and Child Development）
- 南澳選舉委員會（Electoral Commission of South Australia）
- 環境自然資源及水務署（Department of Environment, Water and Natural Resources）
- 衞生及人口老化事務署（Department for Health and Ageing）
- 法律援助委員會（Legal Services Commission）
- 南澳大都會區消防處（South Australian Metropolitan Fire Service）
- 基礎建設運輸署（Department of Planning, Transport and Infrastructure）
- 州長會同內閣（Department of the Premier and Cabinet）
- 區域產業署（Department of Primary Industries and Regions）
- 庫務及金融司署（Department of Treasury and Finance）
- 南澳州消防及緊急服務委員會（SAFECOM）
- 南澳州警務處（South Australia Police）
- 州立發展署（Department of State Development）
- 南澳緊急服務（State Emergency Service）

### 政府公營機構
- 南澳林業公司（ForestrySA）[3]
- 南澳水務公司（SA Water）[4]

## 外部連結
- 南澳州政府網站（页面存档备份，存于）
- 南澳州憲法（页面存档备份，存于）